# ثيرانوس

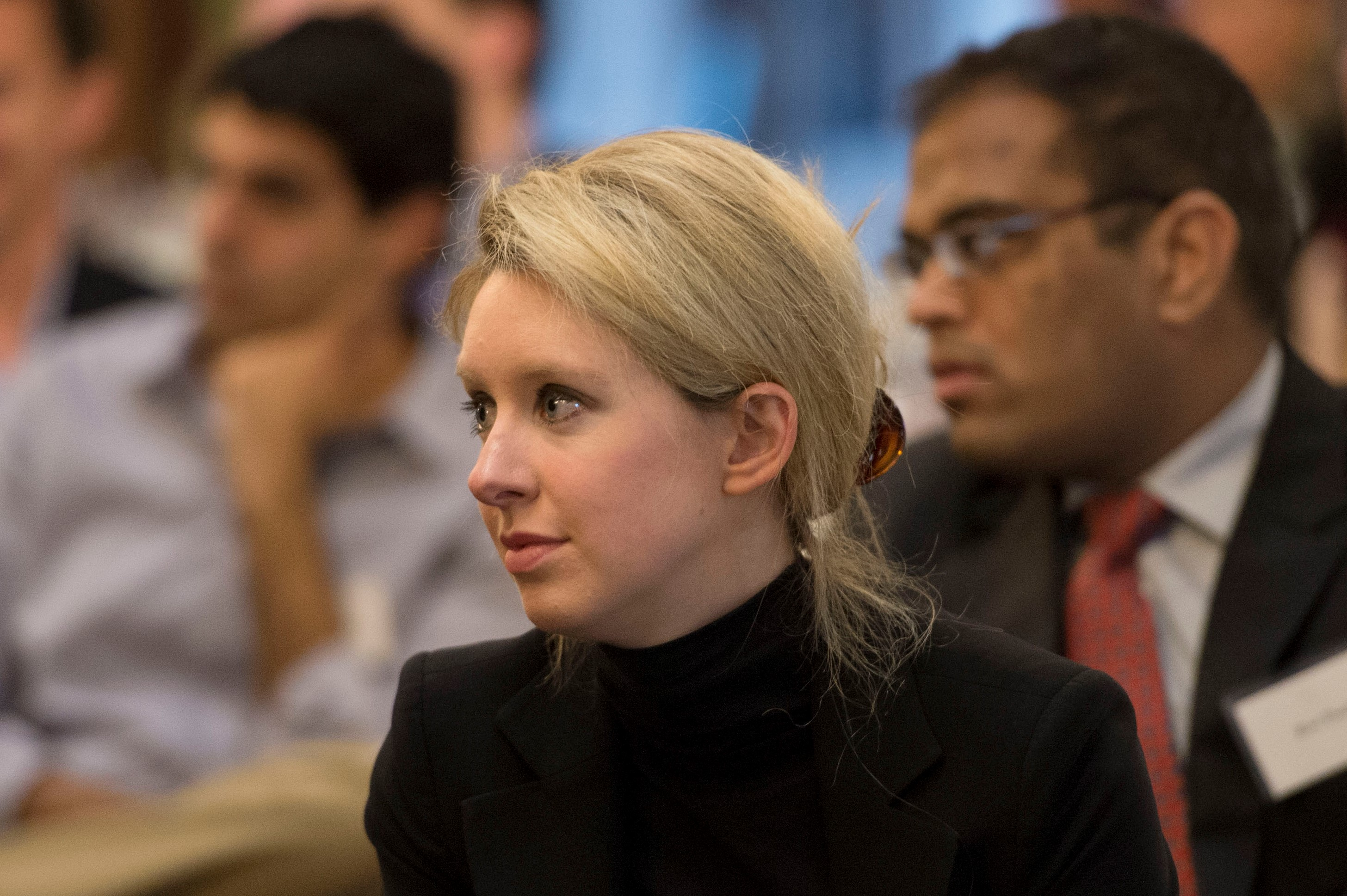
إليزابيث هولمز، المدير التنفيذي ومؤسس ثيرانوس في عام 2013.

كانت شركة ثيرانوس شركة تكنولوجيا صحية خاصة، في البداية توصف بأنها شركة تكنولوجية غير مسبوقة، ولكن بعد ذلك اشتهرت بإدعاءاتها الخاطئة بأنها استنبطت اختبارات دم لا تحتاج إلا إلى كميات صغيرة جدًا من دم. تأسست في عام 2003 من قبل اليزابيث هولمزالبالغة من العمر 19 عامًا، جمع ثيرانوس أكثر من 700 مليون دولار من أصحاب رأس المال المغامر والمستثمرين من القطاع الخاص، مما أدى إلى تقييم بقيمة 10 مليارات دولار في ذروتها في عامي 2013 و2014.استحوذ المستثمرون ووسائل الإعلام على ثيرانوس باعتباره طفرة في سوق اختبارات الدم الكبير، حيث سجلت صناعة مختبرات التشخيص الأمريكية مبيعات سنوية تزيد على 70 مليار دولار. زعمت ثيرانوس أن تقنيتها كانت ثورية وأن اختباراتها لا تتطلب سوى حوالي 1/100 إلى 1,000 من كمية الدم التي ستكون مطلوبة عادةً وتكلفة أقل بكثير من الاختبارات الحالية.
ظهرت نقطة تحول في أكتوبر 2015، عندما شكك مراسل التحقيقات جون كارييرو من صحيفة وول ستريت جورنال في صحة تكنولوجيا ثيرانوس. واجهت الشركة سلسلة من التحديات القانونية والتجارية من قبل الجهات الطبية والمستثمرين ولجنة الأوراق المالية والبورصة الأمريكية (SEC) ومراكز خدمات الرعاية الطبية (CMS) والمحامين العامين والشركاء التجاريين السابقين والمرضى وغيرهم. بحلول يونيو 2016، قدرت القيمة الصافية الشخصية لهولمز بانخفاض من 4.5 مليار دولار إلى لا شيء تقريبًا. كانت الشركة على وشك الإفلاس إلى أن حصلت على قرض بقيمة 100 مليون دولار من مجموعة فورترس انفستمنت جروب في عام 2017 المضمونة ببراءاتها.في سبتمبر 2018، توقفت الشركة عن العمل.
في يوليو 2016، تلقت ثيرانوس عقوبات من CMS، بما في ذلك إلغاء شهادة CLIA الخاصة بها وحظر هولمز ومسؤولي الشركة الآخرين من امتلاك أو تشغيل مختبر لمدة عامين. أعلنت ثيرانوس أنها ستغلق عملياتها في المختبرات ومراكز العافية للعمل على أجهزة الفحص الطبي المصغرة.في أبريل 2017، قالت ثيرانوس إنها توصلت إلى اتفاق تسوية مع CMS. بعد عقوبات CMS، أنهت سلسلة صيدلية والجرينز عقدها مع ثيرانوس ورفعت دعوى قضائية مطالبة بانتهاك مستمر للعقد. تمت تسوية الدعوى خارج المحكمة، حيث قام ثيرانوس بتعويض والينجرين بمبلغ أقل بكثير من مبلغ 140 مليون دولار المطالب به، والذي تم الإبلاغ عنه بحوالي 30 مليون دولار.
في 14 مارس 2018، اتهم المجلس الأعلى للتعليم «ثيرانوس» و «هولمز» ورئيس الشركة السابقراميش «صني» بالواني «بالاحتيال الشامل». يقول قسم من الشكوى إن هولمز زعمت زورا في عام 2014 أن الشركة لديها عائدات سنوية قدرها 100 مليون دولار، أي أكثر من ألف مرة من الرقم الفعلي البالغ 100000 دولار.وافقت ثيرانوس وهولمز على حل التهم الموجهة إليهما، حيث دفعت هولمز غرامة قدرها 500000 دولار، وأعادت ما تبقى من 18.9 مليون سهم، والتخلي عن سيطرتها على الشركة، ومنعها من أن تكون ضابطًا أو مديرًا لأي شركة عامة لمدة عشر سنوات.وفقًا للإتفاقية، إذا تم شراء ثيرانوس أو تصفيته بطريقة أخرى، فلن تستفيد هولمز من ملكيتها حتى يتم إعادة أكثر من 750 مليون دولار إلى المستثمرين وغيرهم من المساهمين المفضلين. ولم يعترف ثيرانوس وهولمز بالمزاعم الواردة في شكوى هيئة الأوراق المالية والبورصة ولم ينفها.لم يستقر البلواني. في 15 يونيو 2018، أعلن المدعي العام الأمريكي للمنطقة الشمالية من كاليفورنيا لائحة اتهام هولمز بتهمة الإحتيال والتآمر. كما تم توجيه الاتهام لبلواني بنفس الاتهامات. بعد كل الجهود المبذولة للعثور على مشتر لم يذهب إلى أي مكان، تم حل ما تبقى من الشركة في 4 سبتمبر 2018. سيبدأ اختيار هيئة المحلفين للمحاكمة في 28 يوليو 2020، وستبدأ المحاكمة في أغسطس 2020 .

## تاريخ
أثناء وجودها في جامعة ستانفورد، كانت لدى إليزابيث هولمز فكرة لتطوير رقعة يمكن ارتداؤها يمكن أن تضبط جرعة إيصال الدواء وإخطار الأطباء بالمتغيرات في دم المرضى. بدأت في تطوير تكنولوجيا المعمل على رقاقة لفحص الدم، وكانت لديها فكرة عن شركة من شأنها أن تجعل الاختبار أرخص وأكثر راحة ومتاحة للمستهلكين. تركت هولمز جامعة ستانفورد في عام 2003 واستخدمت الثقة التعليمية من والديها لتأسيس الشركة التي ستطلق عليها فيما بعد اسم ثيرانوس، وهي مستمدة من مزيج من عبارة «العلاج» و «التشخيص».كان اسم الشركة الأصلي هو «العلاج في الوقت الحقيقي»، والذي تغير هولمز بعد أن قرر أن الكثير من الناس كانوا مشكوك فيهم حول كلمة «علاج».

## الشراكات
في عام 2012، استثمرت سيفواي 350 مليون دولار في إعادة تجهيز 800 موقع بعيادات تقدم اختبارات دم في المتجر. ومع ذلك، بعد العديد من المواعيد النهائية المفقودة والنتائج المشكوك فيها من عيادة تجريبية في مكاتب سيفواي، تم إلغاء الصفقة في عام 2015. في سبتمبر 2013، اشتركت ثيرانوس مع ويلجرينز لتقديم اختبارات دم في المتجر في أكثر من 40 موقعًا. أعلنت شركة ويلجرينز عن خطط لتوسيع «مراكز العافية» في جميع أنحاء الولايات المتحدة.علي الرغم من أنه تم استخدام اختبارات دم ثيرانوس على مرضى التجارب الدوائية لـ جلاكسوثمسكلاين وبفيزر، ذكرت كل شركة أنه لم تكن هناك مشاريع نشطة مستمرة مع ثيرانوس في أكتوبر 2015.في نوفمبر 2016، قدمت ويلجرين. دعوى ضد ثيرانوس في محكمة اتحادية في ديلاوير، لخرق العقد. أبلغت ثيرانوس المستثمرين في 21 يونيو 2017 أن الدعوى، التي طلبت في الأصل 140 مليون دولار كتعويضات، تم تسويتها بأقل من 30 مليون دولار.
في مارس 2015، أعلنت كليفلاند كلينك عن شراكة مع ثيرانوس لاختبار تقنيتها من أجل تقليل تكلفة الاختبارات المعملية أصبح ثيرانوس المزود المختبري لشركات التأمين في بنسلفانيا أميري هيلث كاريتاس وكابيتال بلو كروس في يوليو 2015.
في يوليو 2015، وافقت إدارة الأغذية والعقاقير على استخدام جهاز فحص الدم بأصابع الإصبع للشركة لفيروس الهربس البسيط (HSV-1) خارج إطار معمل سريري. حصلت ثيرانوس على جائزة بايوساينس لعام 2015.

## التعرض والسقوط
في أكتوبر 2015، ذكر جون كاريو من صحيفة وول ستريت جورنال أن ثيرانوس كانت تستخدم آلات فحص الدم التقليدية لتشغيل اختباراته بدلاً من أجهزة الشركة إديسون (للحصول على تعريف، انظر قسم التكنولوجيا والمنتجات أدناه)، وأن أجهزة الشركة إديسون قد توفر نتائج غير دقيقة.ادعى ثيرانوس أن هذه الادعاءات كانت «خاطئة من الناحية الواقعية والعلمية وترتكز على تأكيدات لا أساس لها من قبل الموظفين السابقين الذين لا يتمتعون بالخبرة والكراهية والموظفين الحاليين في الصناعة».علق الجرينز خطط لتوسيع مراكز فحص الدم في متاجرهم بعد التقرير.في ذلك الوقت، أعلنت كليفلاند كلينك أنها ستعمل على التحقق من تقنية ثيرانوس. قاوم ثيرانوس تحقيقات المجلة، حيث أرسل محامين بعد مصادر في القصة في محاولة لمنعهم من تقديم معلومات للصحافة. كان تايلر شولتز مصدرًا رئيسيًا لقصة وول ستريت جورنال . كان شولتز موظفًا لدى ثيرانوس في الفترة من 2013 إلى 2014 وحفيد حفيد مدير ثيرانوس، وزير الخارجية الأمريكي السابق جورج شولتز. حاول تايلر شولتز توجيه مخاوفه بشأن أنشطة الشركة إلى إدارته، وعندما فشل ذلك، تحدث إلى كاريرو وأيضاً، تحت اسم مستعار، أبلغ الشركة إلى وزارة الصحة في ولاية نيويورك.
بعد قصة (دبليو اس جي)، تم فحص تاريخ تفاعلات FDA مع ثيرانوس. تلقت إدارة الأغذية والعقاقير (FDA) استفسارًا رسميًا للنظر في أجهزة اختبار الدم من ثيرانوس من قبل وزارة الدفاع الأمريكية في عام 2012 قبل أن تكون الأجهزة متاحة تجاريًا ولم تتطلب موافقة إدارة الأغذية والعقاقير. ذكرت تقارير التفتيش الصادرة عن إدارة الأغذية والعقاقير في عامي 2014 و2015 أن حاوياتها لجمع الدم «لم يتم التحقق من صحتها في ظل ظروف الاستخدام الفعلية أو المحاكاة» و «لم تتم مراجعتها ولم تتم الموافقة عليها من قبل فرد (أشخاص) معينين قبل الإصدار». أسفر فحص إدارة الأغذية والأدوية FDA في عام 2015 عن 483s متعددة من إدارة الأغذية والعقاقير (FDA) حيث لاحظ المفتشون حدوث انتهاكات للوائح عنوان 21 من إدارة الأغذية والعقاقير. بعد الفحص، أعلن ثيرانوس أنه سيعلق اختباراته طواعية بصرف النظر عن اختبار فيروس الهربس البسيط (HSV-1) الذي وافقت عليه إدارة الأغذية والعقاقير.
أبلغت إدارة الخدمات الصحية لولاية أريزونا عن مشكلات في لوائح اجتماع مختبر الشركة في سكوتسديل في سبتمبر 2015. تم الكشف عن التقارير التي تم توثيق هذه المشكلات في جمهورية أريزونا في نوفمبر 2015.
في يناير 2016، أرسلت مراكز الرعاية الطبية والخدمات الطبية (CMS) خطابًا إلى ثيرانوس بناءً على فحص مختبرها في نيوارك بولاية كاليفورنيا في خريف عام 2015، تفيد بأن المنشأة «لا تمتثل لمتطلبات الشهادة ومعايير الأداء» وتسبب في «خطر فوري على صحة المريض وسلامته» بسبب اختبار لتحديد الجرعة الصحيحة من عقار الوارفارين الذي يخفف الدم.أعلن كل من ويلجرينز وكابيتل بلوجروس تعليق اختبارات دم ثيرانوس من مختبر نيويورك.Theranos#cite note-56
في مارس 2016، أعلنت الجهات المنظمة لاتفاقية الأنواع المهاجرة (CMS) عن خطط لسن عقوبات تتضمن تعليق هولمز وبلواني من امتلاك أو تشغيل مختبر لمدة عامين وأنهم سيلغون ترخيص المختبر. لم تتلق الشركة العقوبات حتى يوليو.
بحلول أبريل 2016، تعرضت ثيرانوس لتحقيق جنائي من قِبل المدعين العامين الفدراليين والمجلس الأعلى للتعليم لقيامهم بتضليل المستثمرين والمسؤولين الحكوميين حول تقنيته. تعتبر القضية «غير اعتيادية للغاية» من قبل مساعد محامي أمريكي سابق لوزارة العدل.طلبت لجنة الطاقة والتجارة بمجلس النواب الأمريكي معلومات حول ما كان يفعله ثيرانوس لتصحيح عدم دقة الاختبار والالتزام بالمبادئ التوجيهية الفيدرالية في يونيو 2016.
في مايو 2016 ، أعلنت ثيرانوس أنها ألغت نتائج عامين من جهازها إدسون. أعلنت الشركة أن حوالي 1 بالمائة من نتائج الاختبار قد تم إلغاؤها أو تصحيحها من أجهزتها المسجلة الملكية في يونيو 2016.
في يوليو 2016، أعلنت ثيرانوس أن CMS ألغت شهادة CLIA وأصدرت عقوبات تحظر على مالكيها ومشغليها امتلاك أو تشغيل مختبر لمدة عامين، وتعليق الموافقة على تلقي مدفوعات ميدكير وميدكيد، وغرامة مالية مدنية. توقفت الشركة عن الاختبار في موقع نتيورك أثناء محاولة حل المشكلات. أعلن ثيرانوس عن خطط لإستئناف قرار المنظمين بإلغاء ترخيصه لتشغيل مختبر في كاليفورنيا وعقوبات أخرى.
في أغسطس 2016، سحبت الشركة طلبها للتخليص الطارئ لفحص دم فيروس زيكا بعد أن اكتشف المفتشون الفيدراليون عدم وجود ضمانات أساسية خلال عملية الاختبار.
أعلنت ثيرانوس أنها ستغلق عملياتها المختبرية ومراكز العافية وتسريح حوالي 40 في المئة من قوة العمل لديها للعمل على آلات الفحص الطبي المصغرة في أكتوبر 2016.
في يناير 2017، أعلنت شركة ثيرانوس أنها قامت بتسريح 41 في المائة من قوتها العاملة، أو ما يقرب من 155 شخصًا، وأغلقت آخر مرفق لفحص الدم بعد أن أخفق المختبر في إجراء عملية تفتيش تنظيمية ثانية كبرى في الولايات المتحدة.
أيضًا في ذلك الشهر، واجهت الشركة دعاوى قضائية من عدة كيانات مختلفة بما في ذلك ويلجرينزريزونا العام مارك برنوفيتش.
في أبريل 2017 ، اتهم محامو شركاء استثمارات (إل بي)وصندوقان آخران، بمجموع حصص مجتمعه تزيد عن 96 مليون دولار في أسهم ثيرانوس المفضلة، بأن ثيرانوس هددت بالسعي للحصول علي حمياية من الإفلاس إذا لم يوافق المستثمرون علي قبولً حقوق ملكية إضافية للأسهم بدلا من دعوي.وقال مسؤولو شركة ثيرانوس أن الأموال خطأت في عرض عرض البورصة الذي تمت مناقشته قبل رفع الدعوى. زعمت الدعوى أيضًا أن شركة ثيرانوس قد ضللت مدراء الشركة بشأن ممارساتها المتعلقة بالاختبارات المعملية وأنها اشترت سرا معدات مخبرية لتشغيل مظاهرات وهمية. في 1 مايو 2017، أعلنت ثيرانوس أنها قد توصلت إلى تسوية غير معلنة مع Partner Fund Management LP (PFM). صرح ديفيد تايلور، المستشار العام لشركة ثيرانوس، قائلاً: «يسر ثيرانوس حل كلتا القضيتين مع PFM. على الرغم من أننا على ثقة بأننا سننتصر في المحاكمة، فإن حل هاتين الحالتين يسمح بعرضنا الخاص بالمناقصة وتمكننا من إعادة التركيز على المكان الذي ينتمي إليه، والذي هو على تنفيذ خطط أعمالنا وتقديم القيمة للمساهمين».في أبريل 2017، توصلت ثيرانوس إلى تسوية مع CMS بالموافقة على البقاء خارج نطاق اختبار الدم لمدة عامين على الأقل في مقابل تخفيف العقوبات، ووقعت مرسوم موافقة مع المدعي العام في ولاية أريزونا مارك برنوفيتش بشأن الانتهاكات قانون الاحتيال على المستهلك في أريزونا. وشملت الانتهاكات المزعومة الإعلان الكاذب واختبار الدم غير الدقيق.وافق ثيرانوس على إعادة مبلغ 4.65 مليون دولار لسكان الولاية مقابل خدمات فحص الدم في ثيرانوس، مما يوفر استردادًا لكل مقيم حصل على الاختبار، بغض النظر عما إذا كانت نتائج الاختبار قد تم إلغاؤها أو تصحيحها.
في أغسطس 2017، أعلنت ثيرانوس أنها توصلت إلى تسوية مع ويلجرينز.
في ديسمبر 2017، قامت مجموعة فورتريس انفزتمنت جروب بتقديم قرض بقيمة 100 مليون دولار إلى شركة ثيرانوس. ذُكر أن ثيرانوس كانت على وشك الإفلاس، وكان القرض يهدف إلى إبقاء الشركة مذيبة حتى عام 2018.تم تأمين القرض من خلال براءات اختراع ثيرانوس.في 10 أبريل 2018، قامت الشركة بتسريح غالبية العمال في محاولة جديدة لتجنب الإفلاس. انخفض إجمالي عدد العاملين في الشركة إلى أقل من 25 موظفًا، بعد أن وصل عدد موظفيها إلى 800 موظف.
في مارس 2018، اتهمت هيئة الأوراق المالية والبورصات الأمريكية ثيرانوس، ومديرها التنفيذي إليزابيث هولمز والرئيس السابق راميش "صني" بالواني، بدعوى أنهم شاركوا في "عملية احتيال متقنة على مدى سنوات" حيث خدعوا "المستثمرين" للاعتقاد بأن منتجها الرئيسي - محلل للدم متنقل - يمكنه إجراء اختبارات دم شاملة من قطرات أصابع الدم ". توصلت هولمز إلى تسوية مع SEC، والتي تتطلب منها دفع 500000 دولار، ومصادرة 19 مليون سهم من أسهم الشركة، ومنعها من الحصول على منصب قيادي في أي شركة عامة لمدة عشر سنوات. لم يستقر بلواني مع المجلس الأعلى للتعليم.
في 15 يونيو 2018، تم اتهام هولمز وبلواني بتهم متعددة تتعلق بالاحتيال على الأسلاك والتآمر لارتكاب عمليات احتيال سلكية. حسب لائحة الإتهام، تم الاحتيال على المستثمرين والأطباء والمرضى. يزعم أن المدعى عليهم كانوا على علم بعدم موثوقية وعدم دقة منتجاتهم، ولكن أخفوا تلك المعلومات. إذا أدينوا، فكل منهم يواجه غرامة مالية قصوى قدرها 250000 دولار و20 سنة في السجن. تم إحالة القضية إلى Lucy H. Koh، قاضي منطقة الولايات المتحدة في محكمة الولايات المتحدة المحلية لمنطقة شمال كاليفورنيا.سيبدأ اختيار هيئة المحلفين للمحاكمة في 28 يوليو 2020 وستبدأ المحاكمة في أغسطس 2020.

## الإغلاق
في 4 سبتمبر 2018، أعلنت شركة ثيرانوس في رسالة بالبريد الإلكتروني للمستثمرين أنها ستوقف عملياتها وتطلق أصولها والنقد المتبقي للدائنين بعد كل الجهود التي بذلت للعثور على مشتري لم يصل إلى شيء. تم الاستغناء عن معظم موظفي الشركة الباقين في يوم الجمعة السابق، 31 أغسطس. ومع ذلك، ظل المستشار العام لشركة ثيرانوس والمدير التنفيذي الجديد ديفيد تايلور وعدد قليل من موظفي الدعم على جدول الرواتب لبضعة أيام أخرى.ذكرت صحيفة وول ستريت جورنال أن أي استثمارات في الأسهم في الشركة كانت بلا قيمة بسبب الإغلاق.

## التكنولوجيا والمنتجات
زعم ثيرانوس أنه طور أجهزة لأتمتة وتقليص اختبارات الدم باستخدام أحجام الدم المجهرية. أطلق عليها ثيرانوس وعاء جمع الدم «النانوتين» وآله التحليل «إديسون». تم انتقاد التكنولوجيا لعدم مراجعتها من قبل النظراء.زعمت ثيرانوس أن لديها بيانات تحقق من دقة وموثوقية اختباراتها التي سيتم نشرها.في فبراير 2016، أعلنت ثيرانوس أنها ستسمح لعيادة كليفلاند بإتمام دراسة التحقق من صحة تقنيتها.في مارس 2016، ظهرت دراسة قام بتأليفها 13 عالمًا في مجلة التحقيقات السريرية، حيث قيل إن نتائج اختبار دم الشركة قد تم وضع علامة عليها «خارج نطاقها الطبيعي 1.6 مرة أكثر من خدمات الاختبارات الأخرى»، تلك 68 في المئة من قياسات المختبر التي تم تقييمها «أظهرت تباينًا كبيرًا بين الخدمات»، وأن «نتائج اختبار لوحة الدهون بين ثيرانوس والخدمات السريرية الأخرى» كانت «غير مكافئة». في أغسطس 2016، أدخلت الشركة وحدة جديدة لفحص الدم والشعيرات الدموية تسمى «ميني لاب» في الاجتماع السنوي لعام 2016 للجمعية الأمريكية للكيمياء السريرية، لكنها لم تقدم أي بيانات تدعم القدرات المطالب بها للجهاز.

## شؤون الشركات

### الموقع
يقع المقر الرئيسي لشركة ثيرانوس في بالو ألتو، كاليفورنيا. كان لديها في السابق مختبرات في نيوارك، كاليفورنيا وسكوتسديل، أريزونا.

### الإدارة
إليزابيث هولمز، المدير التنفيذي ومؤسس ثيرانوس في عام 2013.
منذ تأسيسها في عام 2003 حتى عام 2018، كان هولمز الرئيس التنفيذي للشركة. قامت بتعيين تشانينج روبرتسون، أستاذ الهندسة الكيميائية في جامعة ستانفورد، ليكون مستشارًا تقنيًا وأول عضو في مجلس إدارة الشركة خلال سنواتها الأولى. انضمت إلى صديقها هولمز «ساني بالواني»، مهندس البرمجيات الذي قابلته هولمز خلال المدرسة الثانوية، وانضم إلى الشركة كرئيس ورئيس تنفيذي لها في عام 2009. في يوليو 2011، تم تقديم هولمز إلى وزير الخارجية الأمريكي السابق جورج ب. شولتز، الذي انضم إلى مجلس إدارة ثيرانوس في ذلك الشهر. على مدار الأعوام الثلاثة التالية، ساعد شولتز في تقديم جميع المديرين الخارجيين تقريبًا في «مجلس النجوم»، والذي ضم ويليام بيري (وزير الدفاع الأمريكي السابق) وهنري كيسنجر (وزير الخارجية الأمريكي السابق) وسام نون (عضو مجلس الشيوخ الأمريكي السابق)، وبيل فريست (عضو مجلس الشيوخ الأمريكي السابق وجراح زراعة القلب)، وغاري روغيد (الأدميرال، يو إس إن، متقاعد)، وجيمس ماتيس (جنرال، USMC)، وريتشارد كوفاسيفيتش (رئيس ويلز السابق ومديرها التنفيذي السابق) ورايلي Bechtel (رئيس مجلس الإدارة والرئيس التنفيذي السابق لمجموعة Bechtel).تم انتقاد مجلس الإدارة لأنه «يتكون بشكل أساسي من مديرين ذوي خلفيات دبلوماسية أو عسكرية.»
في أبريل 2016، أعلنت ثيرانوس عن مجلسها الاستشاري الطبي الذي تضمن الرؤساء السابقين أو أعضاء مجلس إدارة الجمعية الأمريكية للكيمياء السريرية.تمت دعوة الأعضاء لمراجعة تقنيات الملكية الخاصة بالشركة وتقديم المشورة بشأن الاندماج في الممارسة السريرية.شمل المجلس الرؤساء السابقين أو أعضاء مجلس إدارة الجمعية الأمريكية للكيمياء السريرية مثل سوزان أ. إيفانز، وليام فوج، المدير السابق للمراكز الأمريكية لمكافحة الأمراض والوقاية منها (CDC)، ديفيد هلفيت، مدير خدمة الصدمات العظمية. في مستشفى الجراحة الخاصة والأساتذة، آن إم غرونوفسكي، لاري ج. كريكا، جاك لادينسون، أندي أو. ميلر وستيفن سبيتنيك.
ترك بلواني منصبه كرئيس ومدير تنفيذي في مايو 2016. في ذلك الوقت، أعلنت الشركة عن أعضاء مجلس إدارتها الجدد، فبريزوا بوناني (نائب الرئيس التنفيذي السابق لـ أمجن)، وريتشارد كوفاسيفيتشو وليام فوجي، الذين سيساعدون في تقديم تقنياتها علنًا.
في مايو 2016، كان أعضاء مجلس إدارة ثيرانوس:
- إليزابيث هولمز، المؤسس والرئيس التنفيذي.
- رايلي بكتل، الرئيس التنفيذي السابق لمجموعة بكتل.
- ديفيد بويز، مؤسس ورئيس بويز شيلر فليكسنر.
- وليام فويج، المدير السابق CDC.
- ريتشارد كوفاسيفيتش، الرئيس التنفيذي السابق ورئيس مجلس إدارة ويلز فارجو.
- جيمس ماتيس، وزير الدفاع الأمريكي لاحقًا.
- فابريزيو بوناني، نائب الرئيس التنفيذي السابق لأمين

في ديسمبر 2016، تم الإعلان عن إعادة هيكلة فريق إدارة ثيرانوس مع رحيل بيتشل. في يناير 2017، استقال مرشح وزير الدفاع الأمريكي الجديد جيمس ماتيس من مجلس ثيرانوس. في يناير 2017، شمل مجلس إدارة ثيرانوس ما يلي:إليزابيث هولمز، وويليام فوج، وفابريزيو بوناني، ودانييل وارمنهوفن، الرئيس التنفيذي السابق لشركة نتآب، الذي حل محل رايلي بكتل.
تم الإعلان أيضًا في نوفمبر 2016 عن أنه سيتم إلغاء «مجلس المستشارين» المرغوب فيه من المشاهير في يناير 2017.

### تقييم
جمع ثيرانوس ملايين الدولارات في سنواته الأولى. في عام 2004، كان مقر ثيرانوس في قبو مستأجر بالقرب من حرم ستانفورد. بحلول ديسمبر 2004، حصلت الشركة على أكثر من 6 ملايين دولار من المستثمرين بقيمة 30 مليون دولار. حصلت الشركة على حوالي 45 مليون دولار من جمع التبرعات بعد تمويل السلسلة B و Series C في عام 2006. جمعت ثيرانوس 45 مليون دولار إضافية في عام 2010 بتقييم قدره 1 مليار دولار.انتقلت الشركة إلى المقر السابق لفيسبوك في يونيو 2012.حصلت الشركة على تغطية إخبارية كبيرة ابتداء من سبتمبر 2013 بعد ملفات شخصية في سان فرانسيسكو بزنس تايمز و وول ستريت جورنال . بحلول عام 2014، جمع ثيرانوس أكثر من 400 مليون دولار بقيمة تقدر بـ 9 مليارات دولار. في عام 2016، قامت فوربس بمراجعة القيمة الصافية المقدرة للشركة إلى 800 مليون دولار مع الأخذ بعين الاعتبار مبلغ 724 مليون دولار من رأس المال الذي تم جمعه.
في مايو 2017، قدم المساهمون المشاركون بيانًا عن أي مطالبات محتملة ضد شركة ثيرانوس مقابل الحصول على أسهم الشركة الجديدة المفضلة. حاملي أكثر من 99 في المئة من الأسهم المنتخبة للمشاركة. ساهمت إليزابيث هولمز، الرئيس التنفيذي، بالأسهم في الشركة وتخلت عن الأسهم لتعويض التخفيف المحتمل للمساهمين غير المشاركين.
في مايو 2018، أبلغ جون كاريو أن قادة الأعمال والحكومات الأميركيين فقدوا أكثر من 600 مليون دولار من خلال الاستثمار الخاص في ثيرانوس.تم إجراء استثمارات كبيرة من قبل عائلة والتون (150 مليون دولار)، وروبرت مردوخ (121 مليون دولار)، وبيتسي ديفوس (100 مليون دولار)، وعائلة كوكس (منمجموعة كوكس ميديا) (100 مليون دولار).التصفية النهائية للشركة في سبتمبر 2018 جعلت هذه الاستثمارات لا قيمة لها على الإطلاق.

## الكتب والأفلام الوثائقية
نشر جون كاريرو، مراسل صحيفة وول ستريت جورنال الذي كشف عن عمله ثيرانوس، كتابًا طوله الكتاب في مايو 2018 بعنوان « دم فاسد: أسرار وأكاذيب شركة ناشئة في وادي السيليكون ». اعتبارًا من يونيو 2016، كانت هناك نسخة سينمائية في الأعمال الفنية من بطولة جنيفر لورانس في دور إليزابيث هولمز، من تأليف فانيسا تايلور وإخراج آدم مكاي.
في يناير 2019، أصدرت ABC News Nightline بثًا صوتيًا وثائقيًا عن قصة هولمز تدعى ذا دوربوت.
قام أليكس جيبني بإنشاء فيلم وثائقي بعنوان The Inventor Out for Blood in Silicon Valley حول هولمز وتيرانوس، والذي ظهر لأول مرة رسميًا في مهرجان صندانس السينمائي في بارك سيتي بولاية يوتا في 24 يناير 2019.